# Scopula rectisecta
Scopula rectisecta är en fjärilsart som beskrevs av Louis Beethoven Prout 1920. Scopula rectisecta ingår i släktet Scopula och familjen mätare. Inga underarter finns listade.